# Máximo Ruiz de Gaona
Máximo Ruiz de Gaona Leorza (Espronceda, 20 de octubre de 1902 – Pamplona, 17 de noviembre de 1971) fue un religioso y paleontólogo español. 
Simultaneó la labor docente con la investigación, colaborando con muchos geólogos y paleontólogos de la época (Bataller, Colom, Crusafont, van Straelen, Villalta...). Fue uno de los fundadores de la Sociedad de Ciencias Aranzadi, así como miembro de muchas otras tales como la Institución Príncipe de Viana, la Real Sociedad Española de Historia Natural o el Museo Nacional de Ciencias Naturales de Madrid. 
Se especializó en nummulítidos y otros microfósiles. No obstante, colaboró con espeleólogos y arqueólogos investigando yacimientos en cueva, realizó aportaciones sobre los mamíferos del Mioceno, y participó en numerosos muestreos de fauna del Cuaternario. Sus trabajos son fundamentales para el estudio de la geología y paleontología del Pirineo y de la costa cantábrica, y algunos de ellos tienen particular importancia ya que se refieren a yacimientos actualmente desaparecidos (Orobe, Koskobilo...).

## Biografía
En 1918 entró en la Congregación de las Escuelas Pías (Escolapios), y en 1925 se ordenó sacerdote. Desarrolló su actividad docente principalmente en Pamplona, con un intervalo en Tolosa (de 1940 a 1956). Licenciado en Ciencias Naturales por la Universidad Complutense en 1956, simultaneó la docencia con la investigación, realizando prospecciones por su cuenta y en colaboración con numerosos especialistas de la época.

## Paleontología
Fue como docente en Pamplona cuando comenzó a investigar el Nummulítico en la sierra de Urbasa, localizando un importante yacimiento de decápodos cretácicos en el monte Orobe (Alsasua). En la misma época se dedicó a identificar mamíferos del Pleistoceno con ayuda del geólogo Federico Gómez-Llueca, y contactó con Van Straelen del Museo Real de Bélgica. La relación con estos y con Joaquín Gómez de Llarena le llevaron a profundizar en la paleontología, dedicándose en la década de los 40 a revisar en profundidad el yacimiento de Orobe con la ayuda de Manuel Laborde.
Con la construcción de la nueva carretera a Estella, se abrió una trinchera donde Ruiz de Gaona identificó el piso Maastrichtiense donde halló, entre otros fósiles, dientes del escualo Squalicorax pristodontus, que hasta 1996 fue la única cita de esta especie en España.
En 1945, mientras trabajaban en la Hoja Geológica nº 38 correspondiente a Bermeo, Joaquín Mendizabal, Joaquín Gómez de Llarena, Manuel Laborde y Máximo Ruiz de Gaona localizaron en la localidad de Ea una brecha en la caliza urgoniana llena de restos de caballo; de las muestras recogidas en este lugar se describiría en 1970 la nueva subespecie denominada Equus caballus eansis.

## Arqueología y espeleología
La naturaleza de sus investigaciones llevó a Máximo Ruiz de Gaona a relacionarse con diversos grupos de estudiosos, y pese a que su participación principal siempre giró en torno a la paleontología, también participó en campañas arqueológicas como Txispiri (Gaztelu), y espeleológicas como la que en 1945 desarrollaron diversos naturalistas en Aralar, y Troskaeta (Ataun) y que fueron el germen de la Sociedad de Ciencias Aranzadi. Asimismo, encontramos a Ruiz de Gaona junto a sus compañeros de Aranzadi (Jesús Elosegi y Reyes Korkostegi) en las catas y muestreos bioespeleológicos que practicaron en 1949 en la caverna denominada Ahuntz Koba (Oñate), y en 1950 en Aitzbitarte II (Rentería), junto a Gómez de Llarena y Pedro Rodríguez de Ondarra.
Además, también en 1950, Ruiz de Gaona presentó la colección de sílex del yacimiento de Koskobilo (Olazagutia), más de 5000 piezas correspondientes al Paleolítico Superior (Auriñaciense, Solutrense y Magdaleniense), que serían estudiadas por numerosos especialistas durante los años siguientes.

## Autor de referencia
Para finales de los años 40, Máximo Ruiz de Gaona era un especialista de prestigio, participando en la organización en 1947 del XIX Congreso de la Asociación Española para el Progreso de las Ciencias en San Sebastián  o siendo uno de los científicos con los que a partir de 1949 los geólogos Pierre Rat y Raymond Ciry establecieron contacto para reanudar sus investigaciones en el norte de España, tras su interrupción por la Guerra Civil Española.
Los datos que recopiló sirvieron de base para muchas investigaciones, tanto durante su vida como después de su muerte. No obstante, por su carácter discreto, la relevancia de sus trabajos no trascendió del ámbito de los especialistas; por ello, con motivo del 25 aniversario de su muerte, la Institución Príncipe de Viana le dedicó un número especial de su revista.
Hoy día, la colección paleontológica recopilada por Máximo Ruiz de Gaona a lo largo de su vida no está expuesta al público; a falta de Museo de Ciencias Naturales, permanece custodiada en el almacén del Museo de Navarra.

## Taxonomía
Máximo Ruiz de Gaona identificó numerosas nuevas especies a lo largo de sus investigaciones:
- El foraminífero Siderolites olaztiensis (de una muestra recogida en Olazagutia, y denominado así por la pronunciación vascófona del nombre de dicha localidad).
- Los crustáceos Galathea orobensis, Galathea straeleni (en homenaje a Van Straelen) y Eumunidopsis orobensis (de muestras recogidas en el monte Orobe).
- Nummulites gomezi-batalleri (en homenaje a Gomez-Llueca y Bataller) y Nummulites colomi (dedicada a Colom), de muestras recogidas en Urbasa.
- Laffiteina vallensis (dedicada a Alfonso del Valle) y Laffiteina yarzai (homenaje a Ramón Adán de Yarza), de muestras recogidas en Guetaria / Zumaya.
- Junto con Colom: Planulina cushmani, Ammobaculites pyrenaicus, Sigmoilina bartoniensis, Eponides carolinensis navarrensis, Robulus olianensis y Siphotextularia olianaensis, de muestras recogidas en Navarra.

Asimismo, fueron muchos los taxones nuevos que otros investigadores identificaron, dedicándoselos a Ruiz de Gaona:
- Galathea ruizi (Van Straelen, Orobe).
- Nummulites gaonensis (Gomez Llueca, Alicante).
- Dendrosmilia ruizi (Bataller, Bilbao).
- Prohinnites ruizi (Bataller, Lérida).
- Cerithiopsis ruizi y Gaonella ruizi (Bataller, Bilbao).
- Discohelix ruizi (Bataller, Zubielqui).

## Trabajos publicados
Entre las numerosas publicaciones de Máximo Ruiz de Gaona se pueden destacar:
- 1941. Un yacimiento de mamíferos pleistocénicos en Olazagutía (Navarra). Bol. R. Soc. Esp. Hist. Nat. 39:155-160. Madrid.
- 1943. El Piso Maestrichtiense en Olazagutía (Navarra). Bol. R. Soc. Esp. Hist. Nat. 41:85-101. Madrid.
- 1943. Nota sobre los crustáceos decápodos de la cantera del Monte Orobe (Alsasua). Bol. R. Soc. Esp. Hist. Nat. 51:425-433. Madrid.
- 1945. Resultados de una exploración en la cavernas prehistóricas de Txispiri-Gaztelu, Guipúzcoa. Boletín de la Real Sociedad Vascongada de Amigos del País, 1: 157-176, 271-288, 398-402. San Sebastián.
- 1946. El terciario nummulítico fértil de Guecho (Vizcaya). Notas y comunicaciones del Instituto Geológico y Minero de España, n.16.
- 1947. El Bartoniense en la cuenca de Pamplona. Nota preliminar. Notas y Comunicaciones del Instituto Geológico y Minero de España 17:153-165.
- 1947. Sobre el Eoceno de Urbasa a lo largo de la carretera provincial de Olazagutía a Estella. Estudios Geológicos, 5:179-206. Madrid.
- 1948. La fauna principalmente nummulítica de la serie terciaria guipuzcoana. Estudios Geológicos 9:133-158. Instituto Lucas Mallada. Madrid.
- 1948. Los orbitoides de las sierras de Urbasa y Encía. Boletín de la Real Sociedad de Historia Natural XLVI:87-126.
- 1948. Siderolites olaztiensis. Nueva descripción. Notas y Comunicaciones del Instituto Geológico Minero de España 18.
- 1948. Sobre un microforaminífero terciario desconocido en España. Notas y Comunicaciones del Instituto Geológico y Minero de España 18.
- (con Joaquín Mendizabal). 1949. Mapa Geológico de España. Escala 1:50.000. Explicación de la hoja y mapa nº 141. Pamplona. Instituto Geológico y Minero de España.Madrid.
- (con M. Colom). 1950. Estudios sobre las sinecias de los foraminíferos eocénicos de la vertiente meridional del Pirineo (Cataluña - Vizcaya).  Estudios Geológicos 6(12):293-434. Instituto Lucas Mallada. Madrid.
- 1951. Aizkirri. Génesis, Morfología y Paleobiología cuaternaria de la caverna. Estudios Geológicos 7(13):81-112. Madrid.
- 1952. Algunos datos geológico-paleontológicos sobre el Valle de la Barranca (Navarra). Actes 1º Congr. Int. Est. Pyr.:5-14.
- 1952. Notas y datos para la Geología de Navarra. Consejo Superior de Investigaciones Científicas, I Congreso Internacional del Pirineo, Instituto de Estudios Pirenaicos, Geología, 6, 65.
- 1952. Notas y datos para la Geología de Navarra. Revista de Estudios Pirenaicos, Geología, 5, Zaragoza.
- 1952. Noticia del hallazgo y destrucción del yacimiento Paleolítico Superior más importante de Navarra. Actas del Primer Congreso Internacional de Estudios Pirenaicos, 4, sec.3, 157-168.
- 1952. Resultado del estudio de las faunas de foraminíferos del Nummulítico de Montserrat y regiones limítrofes. Estudios Geológicos, Instituto Lucas Mallada, 15:21-81. Madrid.
- 1952. Un importantísimo yacimiento paleontológico en el monte Orobe, Alsasua (Navarra). Príncipe de Viana, 48-49. Pamplona.
- 1954. La fauna paleontológica de Orobe (Navarra).Tomo extraordinario del Boletín de la Real Sociedad Española de Historia Natural (homenaje a Hernández-Pacheco). Madrid, pp. 573-577.
- 1956. Memoria estratigráfica de los yacimientos ofíticos de Navarra. Estudios Geológicos 31-32. Madrid.
- 1956. Un N. (Operculinoides) del Bartoniense catalán. Volumen Homenaje a D. Joaquín Mendizábal Gortazar. Grupo de CCNN. RSBAP, 3-5, San Sebastián.
- 1958. Todavia algo sobre el yacimiento de Coscovilo (Olazagutia). Príncipe de Viana 72-73:279-289. Pamplona.
- (con E. Vallespí) 1970. Puntas foliáceas de retoque plano en las series líticas de Coscobilo de Olazagutía (Navarra). Anuario de Eusko Folklore, 23:209-215. San Sebastián.
- (con E. Vallespí) 1971. Piezas líticas de tradición achelense en las series líticas de Coscobilo de Olazagutía (Navarra). Munibe, 23:375-384. San Sebastián.